# Atletica leggera ai Giochi della XXV Olimpiade - 3000 metri piani

Video della Finale (ultimi 600 metri di gara)

I 3000 metri piani hanno fatto parte del programma femminile di atletica leggera ai Giochi della XXV Olimpiade. La competizione si è svolta nei giorni 31 luglio-2 agosto 1992 allo Stadio del Montjuic di Barcellona.

## Presenze ed assenze delle campionesse in carica
| Competizione         | Atleta              | Prestazione | Barcellona 1992 |
| -------------------- | ------------------- | ----------- | --------------- |
| Olimpiadi 1988       | Tetjana Dorovs'kych | 8'26”53     | Presente        |
| Commonwealth 1990    | Angela Chalmers     | 8'38”38     | Presente        |
| Goodwill Games 1990  | PattiSue Plumer     | 8'51”59     | Presente        |
| Europei 1990         | Yvonne Murray       | 8'43”06     | Presente        |
| Asiatici 1990        | Zhong Huandi        | 8'57”12     | Solo 10.000     |
| Africani 1991        | Susan Sirma         | 8'49”33     | Solo 1500 m     |
| Mondiali 1991        | Tetjana Dorovs'kych | 8'35”82     | Presente        |
|                      |                     |             |                 |
| Mondiali junior 1988 | Ann Mwangi          | 9'13”99     | Non selez.      |

## La gara
La seconda batteria è corsa in 8'42"32. Tutti i ripescaggi provengono da qui; la keniota Esther Kiplagat, settima, rimane fuori con 8'44"97, la più veloce eliminata di sempre.

La finale parte lentamente e tarda a scaldarsi; le russe fanno fare la corsa alle altre e poi scattano a soli 200 metri dalla fine; la Romanova prevale sulla Dorovs'kych nonostante corra all'esterno.

La campionessa europea, Yvonne Murray, giunge ottava in 8'55"85.

## Risultati

### Turni eliminatori
| 3 Batterie | 31 luglio | 34 partenti    | Si qualificano le prime 3 + i 3 migliori tempi. |
| Finale     | 2 agosto  | 12 concorrenti |                                                 |

### Finale
| Pos | Paese             | Atleta              | Tempo   |
| --- | ----------------- | ------------------- | ------- |
|     | Squadra Unificata | Elena Romanova      | 8'46"04 |
|     | Squadra Unificata | Tetjana Dorovs'kych | 8'46"85 |
|     | Canada            | Angela Chalmers     | 8'47"22 |